# Kizílove
Kizílove (en (ucraïnès): Кизилове) és un poble de la República Autònoma de Crimea a Ucraïna, que el 2014 tenia 680 habitants. Pertany al districte de Simferòpol.